# Helianthemum finestratense
Helianthemum finestratense är en solvändeväxtart som beskrevs av Pérez Dacosta och Gonzalo Mateo. Helianthemum finestratense ingår i släktet solvändor, och familjen solvändeväxter. Inga underarter finns listade i Catalogue of Life.